# Дель-Рио
Дель-Рио (англ. и исп. Del Rio) — город в штате Техас, США.

## География
Город Дель-Рио расположен в юго-западной части Техаса, на северном берегу реки Рио-Гранде, напротив мексиканского города Сьюдад-Акунья. Дель-Рио входит в округ Вал-Верде и является его административным центром. Площадь города составляет 40 км².

## История
Дель-Рио был основан в XVII веке испанскими переселенцами из Новой Испании, основавшими своё поселение к северу от Рио-Гранде и получившее название Сан-Фелипе-дель-Рио (San Felipe del Rio). Американцы же стали осваивать эту местность лишь после Гражданской войны 1861—1865 годов. Однако и поныне подавляющее большинство местных жителей — испано-мексиканского происхождения. В 1883 году здесь открывается почтовое отделение и городок получает своё нынешнее имя. В 1885 году создаётся округ Валь-Верде, и Дель-Рио становится его главным городом.

## Население
Население Дель-Рио составляет 36 867 человек (на 2000 год). В расовом отношении среди городских жителей 77 % — белые, 1,2 % — негры, 0,7 % — индейцы, 0,5 % — выходцы из стран Азии, 2,7 % — лица смешанного происхождения. Из них 81,04 % — испаноязычные американцы. 31,7 % жителей — младше 18 лет, стариков от 65 лет — 11,7 %. Средний возраст горожанина равен 32 годам. Годовой доход на жителя составляет 12.199 долларов. 27,0 % населения и 22,9 % семей в городе живут на доходы, находящиеся ниже официальной черты бедности, в том числе 35,8 % детей и 26,4 % стариков.